# Hydraena karinkukolae
Hydraena karinkukolae är en skalbaggsart som beskrevs av Manfred A. Jäch 1989. Hydraena karinkukolae ingår i släktet Hydraena och familjen vattenbrynsbaggar. Inga underarter finns listade i Catalogue of Life.